# Pogontypus horvathi
Pogontypus horvathi är en insektsart som beskrevs av William Lucas Distant 1908. Pogontypus horvathi ingår i släktet Pogontypus och familjen hornstritar. Inga underarter finns listade i Catalogue of Life.